# Silvia Persi
Silvia Persi (Roma, 13 ottobre 1965) è un'ex nuotatrice italiana.

## Carriera
È stata la migliore nuotatrice italiana a stile libero nel periodo 1980-1990; è riuscita a vincere in totale ben 75 campionati italiani tra gare individuali e staffette in un periodo di tredici anni, una dimostrazione di competitività che pochi, siano maschi o femmine, hanno avuto nella loro carriera in piscina.
Specializzata nelle distanze brevi dello stile libero (50, 100, 200 e raramente i 400 metri), dopo il ritiro di Cinzia Savi Scarponi non ha avuto avversarie in Italia, vincendo per sette anni consecutivi il titolo dei 50 e dei 100 metri.
Ha vinto 3 medaglie europee: un argento a Strasburgo nel 1987 (4x100 m mista) con Lorenza Vigarani, Manuela Dalla Valle e Ilaria Tocchini; un argento nella 4×100 m mista con Lorenza Vigarani, Manuela Dalla Valle e Manuela Carosi e un bronzo nella staffetta 4×200 m stile libero con Tanya Vannini, Orietta Patron e Manuela Melchiorri a Bonn nel 1989.

### Primati italiani
Silvia è stata la prima primatista italiana ufficiale dei 50 m stile libero, 27"32 ottenuti a Roma nel 1983; ha migliorato poi il record fino a 26"34 nel 1986 a Città di Castello, tempo che non è stato battuto che nel 1997 da Viviana Susin.
Nel 1980 a Udine ha ottenuto il primato italiano dei 100 m stile libero abbassandolo di mezzo secondo circa (da 59"10 a 58"6), togliendolo a Monica Vallarin. Miglioratasi fiono al 56"97 di Bonn nel 1989, è stata finalmente superata sempre dalla Susin nel 1997.
Ha battuto anche il record dei 200 m stile libero due volte nel 1984 (2'03"41 e 2'03"17) per essere superata nel 1986 da Tanya Vannini.
Il primato della staffetta 4×100 m stile libero è stato (anche) suo per dieci anni, dal 3'55"91 di Spalato nel 1981 al 3'52"14 di Madrid nel 1986, battuto dal 3'50"73 di Atene nel 1991.
4×200 m stile libero: con l'A.S. Roma Nuoto ha battuto il primato (8'37"90) vincendo la gara ai campionati estivi del 1981 a Torino, poi riconquistato con la squadra nazionale a Roma nel 1983, portato a  8'10"49 a Bonn nel 1989 e perso nel 2000 a Helsinki.
La nazionale giovanile, con Silvia, ha battuto il primato assoluto della 4×100 m mista (4'24"01) nel 1980 a Wittenberg. Lo ha riconquistato (4'18"14) con la nazionale maggiore nel 1981 a Spalato, e migliorato fino al 4'10"04 di Strasburgo nel 1987.

## Palmarès
nota: questa lista è incompleta
| Giochi olimpici              | ---                   | 100 m st. libero      | 200 m st. libero        | 4×100 m st. libero           | 4×200 m st. libero                 | 4×100 m mista                    |
| 1984 Los Angeles Stati Uniti | ---                   | 2ª in finale B 57"24  | 1ª in finale B 2'03"17  | 9ª - 3'52"89 frazione: 57"02 | ---                                | 5ª - 4'17"40 frazione: 57"10     |
| 1988 Seul Corea del Sud      | ---                   | 29 in batteria 58"22  | 23ª in batteria 2'04"40 | ---                          | ---                                | 8ª - 4'13"85 frazione: 57"33     |
| Campionati del mondo         | 50 m st. libero       | 100 m st. libero      | 200 m st. libero        | 4×100 m st. libero           | 4×200 m st. libero                 | 4×100 m mista                    |
| 1982 Guayaquil Ecuador       | ---                   | 24ª in batteria 59"50 | 22ª in batteria 2'06"04 | ---                          | ---                                | 10ª - 4'24"83 :                  |
| 1986 Madrid Spagna           | 8ª in finale B 27"07  | 6ª in finale B 57"62  | 20ª in batteria 2'05"36 | 7ª - 3'52"14 frazione: 57"76 | 9ª - 8'21"59 :                     | 4ª - 4'12"27 frazione: 56"83     |
| 1991 Perth Australia         | 18ª in batteria 26"99 | 7ª in finale B 57"66  | ---                     | 9ª - 3'54"65 :               | ---                                | squalificata :                   |
| Campionati europei           | 50 m st. libero       | 100 m st. libero      | 200 m st. libero        | 4×100 m st. libero           | 4×200 m st. libero                 | 4×100 m mista                    |
| 1981 Spalato Jugoslavia      | ---                   | ---                   | ---                     | 7ª - 3'55"91 :               | ---                                | 6ª - 4'18"14 :                   |
| 1983 Roma Italia             | ---                   | 4ª in finale B 58"66  | ---                     | 8ª - 3'54"68 :               | 8ª - 8'21"24 :                     | 7ª - 4'16"23 :                   |
| 1985 Sofia Bulgaria          | ---                   | 5ª in finale B 58"02  | 7ª 2'03"73              | 8ª - 3'53"48 :               | 4ª - 8'15"84 :                     | 6ª - 4'15"43 :                   |
| 1987 Strasburgo Francia      | ---                   | 8ª 57"08              | ---                     | ---                          | 5ª - 8'12"97 :                     | Argento: 4'10"04 :               |
| 1989 Bonn Germania Ovest     | 2ª in finale B 26"56  | 2ª in finale B 57"65  | ---                     | ---                          | Bronzo: 8'190"49 frazione: 2'03"20 | Argento: 4'10"78 frazione: 55"67 |
| Giochi del Mediterraneo      | ---                   | 100 m st. libero      | 200 m st. libero        | 4×100 m st. libero           | ---                                | 4×100 m mista                    |
| 1987 Latakia Siria           | ---                   | Oro 57"32             | Argento 2'03"12         | Oro: 3'52"92 :               | ---                                | Oro: 4'16"05 :                   |
| Universiadi                  | 50 m st. libero       | 100 m st. libero      | 200 m st. libero        | 400 m st. libero             | 4×100 m st. libero                 | 4×100 m mista                    |
| 1985 Kobe Giappone           | ---                   | ---                   | 6ª 2'04"85              | 7ª 4'23"11                   | ---                                | ---                              |
| 1987 Zagabria Jugoslavia     | 5ª 26"70              | 4ª 57"60              | Bronzo 2'03"68          | ---                          | Bronzo: 3'52"97 :                  | Argento: 4'14"57 :               |

### Altri risultati
Coppa latina (vengono elencate solo le gare individuali)
- 1983, Lisbona,  Portogallo

100 m stile libero: oro, 58"63
200 m stile libero: oro, 2'25"14
200 m misti: oro, 2'07"19
- 1984, Mérida,  Messico

100 m stile libero: argento, 59"36
- 1987, Buenos Aires,  Argentina

100 m stile libero: argento, 57"75
- 1989, Nizza,  Francia

100 m stile libero: argento, 58"37

### Campionati italiani
35 titoli individuali e 40 in staffette, così ripartiti:
- 13 nei 50 m stile libero
- 15 nei 100 m stile libero
- 6 nei 200 m stile libero
- 1 nei 200 m misti
- 13 nella staffetta 4×100 m stile libero
- 13 nella staffetta 4×200 m stile libero
- 14 nella 4×100 m mista

nd = non disputata
| Anno | Edizione    | st.libero 50 m | st.libero 100 m | st.libero 200 m | st.libero 400 m | st. libero 4×100m | st. libero 4×200m | farfalla 100 m | misti 200 m | mista 4×100m |
| ---- | ----------- | -------------- | --------------- | --------------- | --------------- | ----------------- | ----------------- | -------------- | ----------- | ------------ |
| 1977 | Primaverili | nd             | -               | -               | -               | -                 | 2                 | -              | -           | -            |
| 1978 | Primaverili | nd             | -               | -               | -               | -                 | 2                 | -              | -           | 1            |
| 1978 | Estivi      | nd             | -               | -               | -               | 1                 | -                 | -              | -           | 1            |
| 1979 | Primaverili | nd             | -               | -               | -               | 1                 | 1                 | -              | -           | 1            |
| 1979 | Estivi      | nd             | -               | -               | -               | 1                 | 2                 | -              | -           | -            |
| 1980 | Primaverili | nd             | 3               | -               | -               | 2                 | 2                 | -              | -           | 1            |
| 1980 | Estivi      | nd             | 1               | -               | -               | 1                 | 2                 | -              | 3           | 1            |
| 1981 | Primaverili | nd             | -               | 2               | -               | 2                 | 2                 | -              | 3           | 2            |
| 1981 | Estivi      | -              | 2               | -               | -               | 1                 | 1                 | 2              | -           | 2            |
| 1982 | Estivi      | -              | 3               | -               | -               | 1                 | 1                 | -              | -           | 1            |
| 1983 | Primaverili | nd             | 1               | 1               | -               | 3                 | 1                 | -              | 1           | 3            |
| 1983 | Estivi      | 1              | 1               | -               | -               | 1                 | 1                 | -              | -           | 1            |
| 1984 | Primaverili | 1              | 1               | 1               | -               | 2                 | 3                 | -              | 3           | 1            |
| 1984 | Estivi      | 1              | 1               | 1               | -               | 3                 | 1                 | 2              | -           | 1            |
| 1985 | Primaverili | 1              | 1               | 3               | -               | 1                 | 1                 | -              | -           | 1            |
| 1985 | Estivi      | 1              | 1               | 1               | 3               | 3                 | 2                 | -              | 2           | 1            |
| 1986 | Primaverili | 1              | 1               | 2               | -               | 1                 | 1                 | -              | -           | 1            |
| 1986 | Estivi      | 1              | 1               | 2               | -               | 2                 | 1                 | -              | 3           | 2            |
| 1987 | Primaverili | 1              | 1               | 2               | -               | 1                 | 1                 | -              | -           | 2            |
| 1987 | Estivi      | 1              | 1               | 2               | -               | 1                 | 1                 | -              | -           | 1            |
| 1988 | Primaverili | 1              | 1               | 1               | -               | 2                 | 1                 | -              | -           | 1            |
| 1988 | Estivi      | 1              | 1               | 1               | -               | 2                 | 1                 | -              | -           | 2            |
| 1989 | Primaverili | 1              | 1               | -               | -               | 2                 | 2                 | -              | -           | 2            |
| 1989 | Estivi      | 1              | 1               | 3               | -               | 1                 | 2                 | -              | -           | 2            |
| 1990 | Primaverili | -              | -               | -               | -               | 1                 | -                 | -              | -           | -            |
| 1990 | Estivi      | -              | -               | -               | -               | 2                 | -                 | -              | -           | -            |